# Комплекс меншовартості
Ко́мплекс меншова́ртості, ко́мплекс неповноці́нності — вияв непристосованої структури особистості, що потерпає через відчуття переваги оточення над нею. Комплекс виникає внаслідок помилок чи невдач і суттєво впливає на поведінку людини.

Першим дослідив і докладно описав комплекс меншовартості австрійський психоаналітик Альфред Адлер. За Адлером самоствердження людини починається з раннього дитинства і проходить також через вплив і фази підкорення та меншовартості, що сприяють компенсаторній тенденції надвартості та переваги.
Відчуття меншовартості є у кожної людини. Це не є психічним розладом, але, навпаки, стимулює нормальне прагнення і здоровий розвиток людини. Паталогічним це почуття стає тільки тоді, коли у людині перемагає відчуття неадекватності, і це починає гальмувати її корисну активність, робить її депресивною і нездатною до розвитку. У такій ситуації комплекс меншовартості може стати одним з методом уникнути вирішення своїх труднощів. Людина з комплексом меншовартості прикидається кращою, ніж є насправді, і цей фальшивий успіх компенсує відчуття меншовартості, яке є по суті нестерпним відчуттям. У нормальної людини немає тіні комплексу меншовартості. Звісно, така людина прагне переважати інших у тому сенсі, що всім нам притаманні амбіції та бажання досягти успіху, допоки це прагнення не призводить до хибних оцінок, які складають основу душевних розладів.

А. Адлер «Комплекс меншовартості та комплекс переваги»
Ознаками синдрому є прагнення «маленької людини» максимально скористатися владою (або її видимістю), яка силою обставин опинилася в її руках, і таким чином самоствердитися. Може проявляти себе у створенні штучних бюрократичних перешкод, спробах принизити людину, чіплянні до дрібниць і наданні непритаманної ваги таким дрібницям.